# Arnebia inconspicua
Arnebia inconspicua är en strävbladig växtart som beskrevs av Hemsl. et Lace. Arnebia inconspicua ingår i släktet Arnebia och familjen strävbladiga växter. Inga underarter finns listade i Catalogue of Life.